# گذر از صفر

عبور از صفر در گراف خطی از شکل‌موجی که نشان دهنده ولتاژ در طول زمان است

گذر-از-صفر (به انگلیسی: zero-crossing) یا تقاطع صفر یا بُرِشگاه صفر نقطه‌ای است که در آن علامت یک تابع ریاضی تغییر می‌کند (مثلاً از مثبت به منفی یا برعکس)، که با یک برش محوری (مقدار صفر) در نمودار تابع نشان داده می‌شود. این یک اصطلاح رایج در الکترونیک، ریاضیات، آکوستیک و پردازش تصویر است.

## در الکترونیک
در جریان متناوب، نقطه گذر از صفر نقطهٔ لحظه‌ای است که در آن هیچ ولتاژی وجود ندارد. در یک موج سینوسی یا شکل‌موج ساده دیگر، این معمولاً دوبار در طول هر چرخه اتفاق می‌افتد. این وسیله‌ای برای تشخیص نقطه‌ای است که ولتاژ در هر جهت از صفر عبور می‌کند.
گذر از صفر برای سیستم‌هایی که داده‌های دیجیتال را از طریق مدارهای AC ارسال می‌کنند، مانند مودم‌ها، سیستم‌های کنترل اتوماسیون خانگی X10، و سیستم‌های نوع کنترل فرمان دیجیتال برای لیونل و سایر قطارهای مدل AC مهم است.
شمارش گذر از صفر نیز روشی است که در پردازش گفتار برای تخمین بسامد پایه گفتار استفاده می‌شود.
در سیستمی که یک تقویت‌کننده با بهره کنترل‌شده دیجیتالی به سیگنال ورودی اعمال می‌شود، زمانی که بهره تقویت‌کننده به‌طور ناگهانی بین تنظیمات بهره گسسته تغییر می‌کند، دُرستنَما در سیگنال خروجی ناصفر رخ می‌دهد. در فرکانس‌های صوتی، مانند وسایل الکترونیکی مصرفی نوین مانند پخش‌کننده‌های صوتی دیجیتال، این اثرات به وضوح شنیده می‌شوند، که منجر به صدای «زیپینگ» در هنگام افزایش سریع بهره یا یک «کلیک» ملایم در هنگام ایجاد یک تغییر واحد می‌شود. درستنماها نگران‌کننده هستند و به وضوح مطلوب نیستند. اگر تغییرات فقط در گذر از صفر سیگنال ورودی انجام شود، مهم نیست که چگونه تنظیم بهره تقویت‌کننده تغییر کند، خروجی نیز در صفر باقی می‌ماند و در نتیجه تغییر را به حداقل می‌رساند. (تغییر آنی بهره همچنان اعوجاج ایجاد می‌کند، اما یک کلیک ایجاد نمی‌کند)
اگر قرار است برق تغذیه سوئیچ شود، اگر در یک لحظه و بدون جریان سوئیچ شود، هیچ تداخل الکتریکی ایجاد نمی‌شود - یک گذر از صفر. دیمرهای نور اولیه و دستگاه‌های مشابه تداخل ایجاد می‌کنند. نسخه‌های بعدی برای جابجایی در گذر از صفر طراحی شدند.

## در پردازش سیگنال
در زمینه پردازش تصویر دیجیتال، تأکید زیادی بر اپراتورهایی است که به دنبال لبه‌های درون تصویر هستند. به آنها فیلترهای آشکارسازی  لبه یا گرادیان می‌گویند. فیلتر گرادیان فیلتری است که به دنبال نواحی با تغییرات سریع در مقدار پیکسل است. این نقاط معمولاً یک لبه یا یک مرز را مشخص می‌کنند. فیلتر لاپلاس فیلتری است که در این خانواده قرار می‌گیرد، اگرچه کار را به روشی متفاوت انجام می‌دهد. این به دنبال نقاطی در جریان سیگنال است که در آن سیگنال دیجیتال یک تصویر از یک مقدار ازپیش‌تنظیم‌شده '۰' عبور می‌کند و آن را به عنوان یک نقطه لبه بالقوه مشخص می‌کند. از آنجایی که سیگنال از نقطه صفر عبور کرده است، به آن عبور از صفر می‌گویند. یک مثال را می‌توان در اینجا یافت، از جمله منبع در جاوا.
در زمینه رادیوگرافی صنعتی به عنوان روشی ساده برای تقسیم‌بندی عیوب احتمالی استفاده می‌شود.
در زمینه اِن‌ال‌پی، نرخ گذر از صفر مشاهده شده در یک طیف‌نگاره می‌تواند برای تمایز بین واج‌های خاصی مانند سایشی‌ها، توقف‌های بی‌صدا و مصوت‌ها استفاده شود.